# Пінтік (Клуж)
Пінтік (рум. Pintic) — село у повіті Клуж в Румунії. Адміністративно підпорядковане місту Деж.
Село розташоване на відстані 343 км на північний захід від Бухареста, 36 км на північний схід від Клуж-Напоки.

## Населення
За даними перепису населення 2002 року у селі проживали 367 осіб, усі — румуни. Усі жителі села рідною мовою назвали румунську.